# リベリア・ドル
リベリア・ドル (LRD) は、1943年以降にリベリア共和国で使用されている通貨単位である。また1847年から1907年の間にも同名の通貨単位が使用されている。通常は単に$、もしくは他の同名の通貨単位と区別するためにL$と表示される。 

## 硬貨
流通している硬貨は、L$1、5 ¢、10 ¢、25 ¢、50 ¢。

## 紙幣
1999年から発行されていた紙幣の図案は以下の通り。表面には全て歴代大統領の肖像画が描かれている。
| 額面    | 表面                             | 裏面       |
| ------- | -------------------------------- | ---------- |
| 5ドル   | エドワード・ジェームス・ロイ     | 米作       |
| 10ドル  | ジョセフ・ジェンキンス・ロバーツ | ゴム採取   |
| 20ドル  | ウィリアム・タブマン             | 市場       |
| 50ドル  | サミュエル・ドウ                 | ヤシの伐採 |
| 100ドル | ウィリアム・トルバート           | 母子       |

2016年、紙幣のデザインが刷新されたが、新たに発行された500ドル紙幣以外については描かれている人物やモチーフは踏襲されている。
| 額面    | 表面                               | 裏面       |
| ------- | ---------------------------------- | ---------- |
| 5ドル   | エドワード・ジェームス・ロイ       | 米作       |
| 10ドル  | ジョセフ・ジェンキンス・ロバーツ   | ゴム採取   |
| 20ドル  | ウィリアム・タブマン               | 市場       |
| 50ドル  | サミュエル・ドウ                   | ヤシの伐採 |
| 100ドル | ウィリアム・トルバート             | 母子       |
| 500ドル | 民族衣装をまとった男性2人、女性1人 | カバ       |

2021年には再度紙幣のデザインが刷新された。100ドル以下の紙幣のモチーフは再び踏襲されたが、500ドル紙幣については新たな図案のものとなった。また5、10ドル紙幣の発行が停止されるとともに、1000ドル紙幣が最高額紙幣として新たに発行された。
| 額面     | 表面                               | 裏面       |
| -------- | ---------------------------------- | ---------- |
| 20ドル   | ウィリアム・タブマン               | 市場       |
| 50ドル   | サミュエル・ドウ                   | ヤシの伐採 |
| 100ドル  | ウィリアム・トルバート             | 母子       |
| 500ドル  | リベリア国旗を織る人々             | カバ       |
| 1000ドル | リベリアを構成する主要16民族の仮面 | 国会議事堂 |

## 為替レート
1リベリア・ドル=100¢ （セント）。